# Porgy and Bess
Porgy and Bess é uma ópera do compositor americano George Gershwin, com libreto de DuBose Heyward, e letras de Heyward e Ira Gershwin, executada pela primeira vez em 1935. Teve como base o romance Porgy, do mesmo DuBose Heyward, e a peça posterior de mesmo nome, que ele escreveu juntamente com sua esposa, Dorothy Heyward. As três obras lidam com a vida de negros americanos na localidade fictícia de Catfish Row (baseada em Cabbage Row) em Charleston, na Carolina do Sul, no início da década de 1920.
Concebida originalmente por George Gershwin como uma "ópera folclórica americana", Porgy and Bess estreou em Nova York no outono de 1935, e tinha um elenco composto unicamente de cantores negros com formação clássica - uma escolha artística ousada na época. Gershwin escolheu a musicóloga Eva Jessye, também afro-americana, como diretora de coro da ópera.
A obra não foi amplamente aceita como uma ópera legítima nos Estados Unidos até 1976, quando a produção da Houston Grand Opera da partitura completa de Gershwin a estabeleceu como um triunfo artístico. Nove anos mais tarde, a Metropolitan Opera de Nova York interpretou a obra pela primeira vez, transmitindo-a ao vivo como parte de suas tradicionais apresentações de sábado à tarde. A obra atualmente é considerada parte do repertório operático tradicional, e costuma ser executada internacionalmente. Seu sucesso, no entanto, não veio sem controvérsias; desde o início alguns críticos a consideraram um retrato racista dos negros americanos.
"Summertime" é a canção mais conhecida de Porgy and Bess; outros trechos populares que foram gravados e lançados frequentemente no formato de canção são "It Ain't Necessarily So", "Bess, You Is My Woman Now", "I Loves You Porgy" e "I Got Plenty o' Nuttin'". A ópera é admirada pela síntese inovadora de Gershwin das técnicas orquestrais europeias com os idiomas do jazz e da música folk.
Seu libreto conta a história de Porgy, um mendigo deficiente físico que vive nas favelas de Charleston, Carolina do Sul. Fala sobre sua tentativa de resgatar sua amada Bess das garras de Crown, seu amante violento e possessivo, e Sportin' Life, o traficante. Nos trechos em que o romance e a peça teatral são diferentes entre si, a ópera geralmente segue a linha da peça.